# Tetín (hrad)
Tetín je zřícenina hradu vybudovaného okolo poloviny třináctého století v místech staršího tetínského hradiště na severovýchodním okraji stejnojmenné vesnice v okrese Beroun ve Středočeském kraji, asi dva kilometry jihovýchodně od Berouna. Hrad stál na skalnaté ostrožně v nadmořské výšce okolo 270 metrů.[zdroj?] Východní část hradu byla zničena lomem. Hradiště Tetín je spolu s archeologickými stopami a pozůstatky hradu chráněno jako kulturní památka České republiky.

## Historie
Archeologicky je vznik hradu doložen v polovině třináctého století. Stavebníkem byl pravděpodobně král Přemysl Otakar II. První písemná zmínka o hradu pochází z roku 1288, kdy byl jeho purkrabím Hynek z Lichtenburka, který s Dětřichem Švihovským plenil biskupské statky. Snad s tím souvisí archeologicky zjištěné dobytí hradu. Zároveň byl hrad zmíněn jako sídlo královského lovčího, jehož úřad král Václav II. věnoval chotěšovskému klášteru. Výnosy z lesa měl klášter využít pro tetínské kostely, ale obyvatelé Tetína směli v lese kácet stavební dříví pro vlastní potřebu.

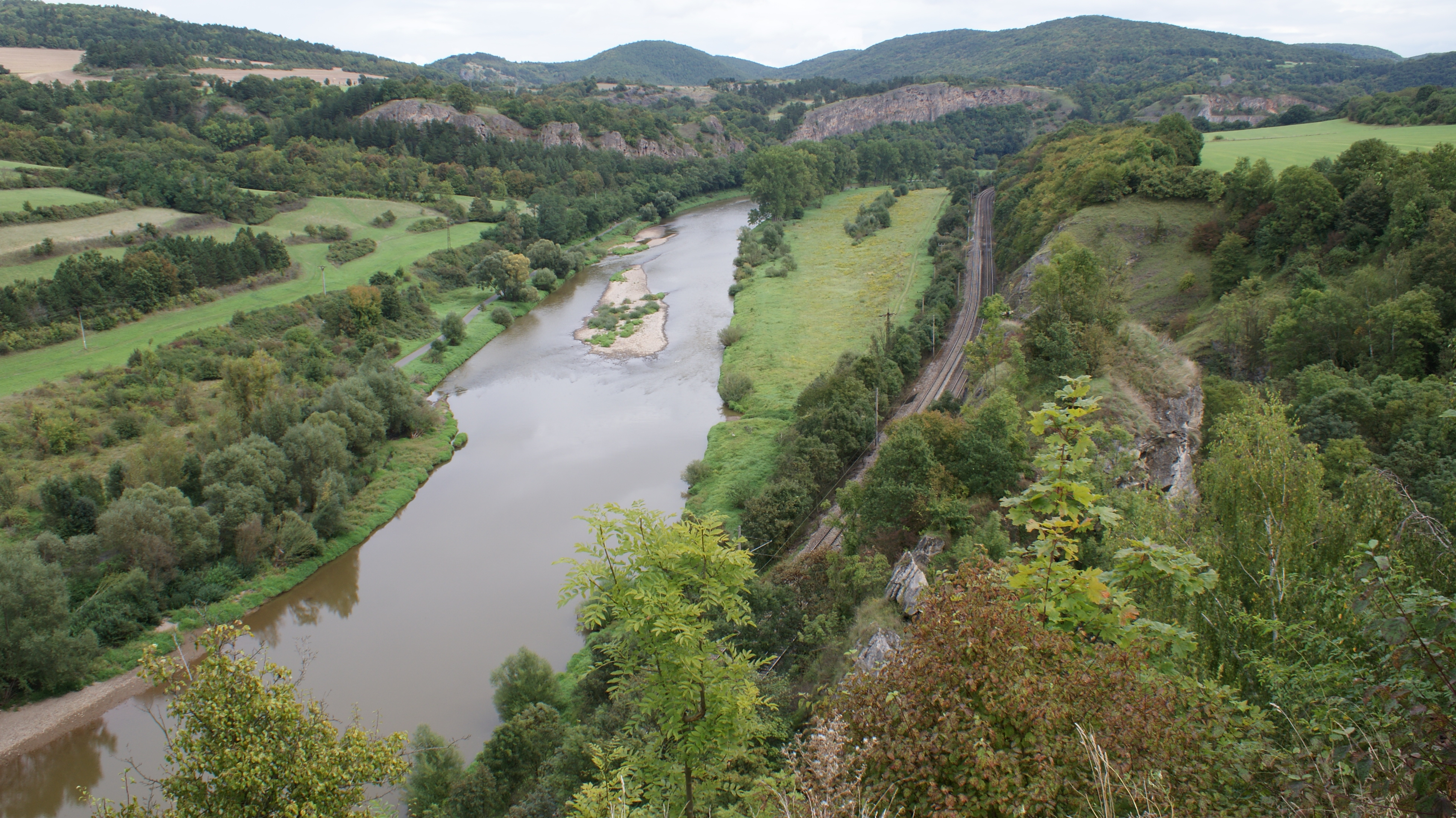
Pohled z hradní skály do údolí Berounky

Během vlády Václava II. byl hrad přestavěn pro potřeby přemyslovských levobočků. Jedním z nich byl v době po nástupu krále Jana Lucemburského zemský notář a nejvyšší písař Království českého Štěpán z Tetína, synovec Jana Volka. Na hradě snad zastával úřad purkrabího. Později hrad koupil Karel IV., který ho snad zmínil v zákoníku Majestas Carolina (zmínka se může vztahovat také k Děčínu nebo Děvínu) a tetínské panství připojil ke Karlštejnu. Tetínský hrad poté ve druhé polovině čtrnáctého století zanikl.

## Stavební podoba
Původní hrad byl podle Tomáše Durdíka bezvěžový a stál na lichoběžníkovém půdorysu. Na dvou plánech ze druhé poloviny devatenáctého století je však zakreslen mohutný suťový kužel, který mohl být pozůstatkem okrouhlého bergfritu. O čtvercovém výběžku v severním nároží Bernhard Grueber uvažoval jako o torzu věže. V takovém případě by Tetín patřil mezi hrady s obvodovou zástavbou.
Hlavní obytnou budovou byl velký trojprostorový palác na severovýchodní straně. Na konci třináctého století byl hradní areál rozšířen o níže položenou západní trojúhelníkovou část, ve které byla postavena mohutná branská věž. Hradba dolního hradu byla vyzděna technikou opus spicatum a nad příkopem nejspíše zesílena parkánem. V původním jádře bylo přistavěno dlouhé palácové křídlo s bránou zavíranou hřebenem, do které vstupovalo po mostě od branské věže.
Z hradu se částečně zachovala čtverhranná branská věž a fragmenty zdiva mladšího palácového křídla. Zbytek hradu byl zničen v devatenáctém při těžbě vápence.